# Campionato francese di rugby a 15 2015-2016
Il Top 14 è la massima competizione di rugby a 15 francese prevista per la stagione 2015-16.
Il campionato è cominciato il 21 agosto 2015 e si concluderà il 24 giugno 2016. La finale è stata giocata al Camp Nou di Barcellona, per via dell'indisponibilità dei principali stadi francesi in occasione del Campionato europeo di calcio 2016. Il titolo è andato al Racing 92 che si è imposto 29 a 21 sul Tolone. I 99.124 spettatori segnano il nuovo record mondiale di presenze ad una partita di rugby.

## Squadre partecipanti
| Club            | Città              | Allenatore       | Capitano | Stadio                  | Capacità |
| --------------- | ------------------ | ---------------- | -------- | ----------------------- | -------- |
| Agen            | Agen               | Philippe Sella   |          | Stadio Armandie         | 14 000   |
| Bordeaux Bègles | Bordeaux           | Raphaël Ibañez   |          | Stadio Chaban-Delmas    | 34 694   |
| Brive           | Brive-la-Gaillarde | Nicolas Godignon |          | Stadio Amédée Domenech  | 13 979   |
| Castres         | Castres            | Christophe Urios |          | Stadio Pierre Antoine   | 11 500   |
| Clermont        | Clermont-Ferrand   | Franck Azéma     |          | Stadio Marcel Michelin  | 18 030   |
| Grenoble        | Grenoble           | Fabrice Landreau |          | Stade des Alpes         | 20 068   |
| Montpellier     | Montpellier        | Jake White       |          | Stadio Yves du Manoir   | 15 000   |
| Oyonnax         | Oyonnax            | Olivier Azam     |          | Stadio Charles Mathon   | 11 400   |
| Pau             | Pau                | Simon Mannix     |          | Stade du Hameau         | 13 800   |
| Racing 92       | Parigi             | Laurent Travers  |          | Stadio di Colombes      | 14 000   |
| La Rochelle     | La Rochelle        | Patrice Collazo  |          | Stadio Marcel Deflandre | 15 000   |
| Stade français  | Parigi             | Gonzalo Quesada  |          | Stadio Jean Bouin       | 20 000   |
| Tolone          | Tolone             | Bernard Laporte  |          | Stadio Mayol            | 15 820   |
| Tolosa          | Tolosa             | Ugo Mola         |          | Stadio Ernest Wallon    | 19 500   |

## Fase a girone unico

### Risultati
|           | 1ª giornata            |       |
| --------- | ---------------------- | ----- |
| 21-8-2015 | Tolone - Racing 92     | 22-27 |
| 22-8-2015 | La Rochelle - Clermont | 6-44  |
| 22-8-2015 | Bordeaux – Castres     | 19-16 |
| 22-8-2015 | Tolosa - Brive         | 24-7  |
| 22-8-2015 | Montpellier - Oyonnax  | 35-19 |
| 22-8-2015 | Grenoble - Agen        | 38-23 |
| 23-8-2015 | Stade français - Pau   | 34-18 |

|           | 4ª giornata                  |       |
| --------- | ---------------------------- | ----- |
| 11-9-2015 | Castres - Oyonnax            | 35-26 |
| 12-9-2015 | Tolone - La Rochelle         | 45-24 |
| 12-9-2015 | Racing 92 - Grenoble         | 23-14 |
| 12-9-2015 | Montpellier - Stade français | 44-20 |
| 12-9-2015 | Clermont - Bordeaux          | 26-26 |
| 13-9-2015 | Brive - Agen                 | 18-12 |
| 13-9-2015 | Pau - Tolosa                 | 9-6   |

|            | 7ª giornata            |       |
| ---------- | ---------------------- | ----- |
| 31-10-2015 | Agen - Stade français  | 28-23 |
| 31-10-2015 | Bordeaux - La Rochelle | 21-16 |
| 31-10-2015 | Oyonnax - Pau          | 42-23 |
| 31-10-2015 | Racing 92 - Brive      | 17-14 |
| 31-10-2015 | Montpellier - Tolosa   | 25-33 |
| 31-10-2015 | Clermont - Castres     | 42-13 |
| 1-11-2015  | Grenoble - Tolone      | 33-29 |

|           | 10ª giornata              |       |
| --------- | ------------------------- | ----- |
| 4-12-2015 | Pau - Racing 92           | 15-15 |
| 5-12-2015 | Tolone - Agen             | 53-23 |
| 5-12-2015 | Castres - Montpellier     | 34-19 |
| 5-12-2015 | La Rochelle - Grenoble    | 33-16 |
| 5-12-2015 | Stade français - Bordeaux | 21-24 |
| 5-12-2015 | Tolosa - Oyonnax          | 27-3  |
| 6-12-2015 | Brive - Clermont          | 21-26 |

|          | 13ª giornata                 |       |
| -------- | ---------------------------- | ----- |
| 9-1-2016 | Clermont - Tolosa            | 32-23 |
| 9-1-2016 | Oyonnax - Agen               | 30-28 |
| 9-1-2016 | Stade français - La Rochelle | 33-20 |
| 9-1-2016 | Montpellier - Racing 92      | 60-7  |
| 9-1-2016 | Grenoble - Brive             | 26-22 |
| 9-1-2016 | Bordeaux - Tolone            | 15-12 |
| 9-1-2016 | Pau - Castres                | 21-16 |

|           | 16ª giornata              |       |
| --------- | ------------------------- | ----- |
| 27-2-2016 | Tolone - Brive            | 44-15 |
| 27-2-2016 | Stade français - Grenoble | 18-33 |
| 27-2-2016 | Agen - La Rochelle        | 31-27 |
| 27-2-2016 | Clermont - Oyonnax        | 44-16 |
| 27-2-2016 | Pau - Bordeaux            | 3-15  |
| 27-2-2016 | Racing 92 - Castres       | 9-13  |
| 28-2-2016 | Tolosa - Montpellier      | 29-31 |

|           | 19ª giornata            |       |
| --------- | ----------------------- | ----- |
| 27-3-2016 | Bordeaux - Clermont     | 19-24 |
| 26-3-2016 | Brive - Castres         | 23-22 |
| 26-3-2016 | Pau - Oyonnax           | 25-6  |
| 26-3-2016 | Racing 92 - Tolone      | 20-21 |
| 27-3-2016 | Tolosa - Stade français | 36-3  |
| 26-3-2016 | Grenoble - La Rochelle  | 39-23 |
| 26-3-2016 | Agen - Montpellier      | 21-45 |

|           | 22ª giornata              |       |
| --------- | ------------------------- | ----- |
| 30-4-2016 | Montpellier - Grenoble    | 51-10 |
| 30-4-2016 | Tolone - Tolosa           | 10-12 |
| 30-4-2016 | Bordeaux - Stade français | 35-25 |
| 30-4-2016 | Oyonnax - La Rochelle     | 17-16 |
| 30-4-2016 | Castres - Pau             | 37-6  |
| 1-5-2016  | Racing 92 - Clermont      | 26-20 |
| 30-4-2016 | Agen - Brive              | 37-19 |

|           | 25ª giornata            |       |
| --------- | ----------------------- | ----- |
| 27-5-2016 | La Rochelle - Racing 92 | 14-30 |
| 28-5-2016 | Oyonnax - Castres       | 20-25 |
| 29-5-2016 | Tolosa - Clermont       | 22-11 |
| 29-5-2016 | Montpellier - Tolone    | 36-21 |
| 28-5-2016 | Pau - Grenoble          | 29-12 |
| 28-5-2016 | Stade français - Agen   | 28-26 |
| 28-5-2016 | Bordeaux - Brive        | 34-7  |

|           | 2ª giornata             |       |
| --------- | ----------------------- | ----- |
| 28-8-2015 | Clermont - Grenoble     | 25-6  |
| 29-8-2015 | Agen - Tolosa           | 9-20  |
| 29-8-2015 | Oyonnax - Bordeaux      | 37-19 |
| 29-8-2015 | Racing 92 - La Rochelle | 20-19 |
| 29-8-2015 | Pau - Montpellier       | 26-16 |
| 29-8-2015 | Brive - Stade français  | 22-13 |
| 30-8-2015 | Castres - Tolone        | 24-9  |

|            | 5ª giornata              |       |
| ---------- | ------------------------ | ----- |
| 16-10-2015 | Agen - Bordeaux          | 16-31 |
| 16-10-2015 | Clermont - Pau           | 35-10 |
| 16-10-2015 | Grenoble - Montpellier   | 19-30 |
| 16-10-2015 | Oyonnax - Racing 92      | 9-18  |
| 16-10-2015 | Stade français - Castres | 22-9  |
| 16-10-2015 | Tolosa - La Rochelle     | 39-22 |
| 17-10-2015 | Brive - Tolone           | 29-26 |

|           | 8ª giornata               |       |
| --------- | ------------------------- | ----- |
| 7-11-2015 | Tolone - Montpellier      | 52-8  |
| 7-11-2015 | Brive - Bordeaux          | 16-3  |
| 7-11-2015 | La Rochelle - Oyonnax     | 38-3  |
| 7-11-2015 | Pau - Agen                | 33-31 |
| 7-11-2015 | Tolosa - Grenoble         | 52-12 |
| 8-11-2015 | Castres - Racing 92       | 34-8  |
| 8-11-2015 | Stade français - Clermont | 14-9  |

|            | 11ª giornata             |       |
| ---------- | ------------------------ | ----- |
| 27-12-2015 | Oyonnax - Stade français | 25-12 |
| 27-12-2015 | Pau - La Rochelle        | 15-11 |
| 27-12-2015 | Montpellier - Agen       | 45-20 |
| 27-12-2015 | Castres - Brive          | 23-8  |
| 27-12-2015 | Bordeaux - Grenoble      | 25-19 |
| 27-12-2015 | Clermont - Racing 92     | 16-20 |
| 27-12-2015 | Tolosa - Tolone          | 31-8  |

|           | 14ª giornata            |       |
| --------- | ----------------------- | ----- |
| 29-1-2016 | Brive - La Rochelle     | 28-6  |
| 30-1-2016 | Clermont - Montpellier  | 15-19 |
| 30-1-2016 | Agen - Grenoble         | 27-33 |
| 30-1-2016 | Castres - Bordeaux      | 19-9  |
| 30-1-2016 | Racing 92 - Oyonnax     | 26-3  |
| 30-1-2016 | Tolosa - Pau            | 54-3  |
| 31-1-2016 | Tolone - Stade français | 23-16 |

|          | 17ª giornata          |       |
| -------- | --------------------- | ----- |
| 4-3-2016 | Grenoble - Clermont   | 12-45 |
| 5-3-2016 | Brive - Tolosa        | 21-21 |
| 5-3-2016 | Bordeaux - Oyonnax    | 48-20 |
| 5-3-2016 | Pau - Stade français  | 19-12 |
| 5-3-2016 | Racing 92 - Agen      | 38-13 |
| 5-3-2016 | Montpellier - Castres | 22-19 |
| 6-3-2016 | La Rochelle - Tolone  | 19-14 |

|          | 20ª giornata                 |       |
| -------- | ---------------------------- | ----- |
| 3-4-2016 | Tolone - Clermont            | 18-19 |
| 2-4-2016 | Castres - Tolosa             | 15-9  |
| 2-4-2016 | Oyonnax - Grenoble           | 20-27 |
| 2-4-2016 | Bordeaux - Racing 92         | 20-28 |
| 2-4-2016 | Agen - Pau                   | 26-33 |
| 1-4-2016 | Montpellier - Brive          | 19-3  |
| 2-4-2016 | La Rochelle - Stade français | 21-18 |

|          | 23ª giornata              |       |
| -------- | ------------------------- | ----- |
| 8-5-2016 | Tolosa - Agen             | 52-19 |
| 7-5-2016 | Brive - Racing 92         | 33-27 |
| 7-5-2016 | Pau - Clermont            | 10-16 |
| 7-5-2016 | La Rochelle - Montpellier | 36-10 |
| 6-5-2016 | Grenoble - Bordeaux       | 14-20 |
| 8-5-2016 | Tolone - Castres          | 17-7  |
| 7-5-2016 | Stade français - Oyonnax  | 69-8  |

|          | 26ª giornata             |       |
| -------- | ------------------------ | ----- |
| 5-6-2016 | Grenoble - Tolosa        | 14-53 |
| 5-6-2016 | Tolone - Bordeaux        | 44-3  |
| 5-6-2016 | Racing 92 - Montpellier  | 40-25 |
| 5-6-2016 | Brive - Pau              | 46-10 |
| 5-6-2016 | Agen - Oyonnax           | 23-19 |
| 5-6-2016 | Clermont - La Rochelle   | 57-8  |
| 5-6-2016 | Castres - Stade français | 35-14 |

|          | 3ª giornata             |       |
| -------- | ----------------------- | ----- |
| 5-9-2015 | Oyonnax - Clermont      | 24-41 |
| 5-9-2015 | Grenoble - Pau          | 41-15 |
| 5-9-2015 | La Rochelle - Brive     | 21-18 |
| 5-9-2015 | Agen - Racing 92        | 30-18 |
| 5-9-2015 | Tolosa - Castres        | 37-20 |
| 6-9-2015 | Bordeaux - Montpellier  | 22-24 |
| 6-9-2015 | Stade français - Tolone | 13-20 |

|            | 6ª giornata                |       |
| ---------- | -------------------------- | ----- |
| 23-10-2015 | Racing 92 - Stade français | 27-18 |
| 24-10-2015 | Castres - Grenoble         | 23-31 |
| 24-10-2015 | Pau - Brive                | 13-18 |
| 24-10-2015 | Tolone - Oyonnax           | 61-3  |
| 24-10-2015 | Bordeaux - Tolosa          | 12-10 |
| 24-10-2015 | Montpellier - Clermont     | 24-19 |
| 25-10-2015 | La Rochelle - Agen         | 23-6  |

|            | 9ª giornata               |       |
| ---------- | ------------------------- | ----- |
| 27-11-2015 | Montpellier - La Rochelle | 25-20 |
| 28-11-2015 | Racing 92 - Tolosa        | 28-13 |
| 28-11-2015 | Oyonnax - Brive           | 9-34  |
| 28-11-2015 | Bordeaux - Pau            | 46-10 |
| 28-11-2015 | Agen - Castres            | 18-23 |
| 28-11-2015 | Clermont - Tolone         | 9-35  |
| 29-11-2015 | Grenoble - Stade français | 19-21 |

|          | 12ª giornata            |       |
| -------- | ----------------------- | ----- |
| 2-1-2016 | Agen - Clermont         | 16-33 |
| 2-1-2016 | La Rochelle - Castres   | 25-21 |
| 2-1-2016 | Grenoble - Oyonnax      | 42-17 |
| 2-1-2016 | Racing 92 - Bordeaux    | 23-18 |
| 2-1-2016 | Brive - Montpellier     | 19-18 |
| 3-1-2016 | Tolone - Pau            | 21-17 |
| 3-1-2016 | Stade français - Tolosa | 18-17 |

|           | 15ª giornata           |       |
| --------- | ---------------------- | ----- |
| 19-2-2016 | Stade français - Brive | 32-17 |
| 20-2-2016 | Castres - Clermont     | 17-28 |
| 20-2-2016 | Bordeaux - Agen        | 24-19 |
| 20-2-2016 | Montpellier - Pau      | 16-19 |
| 20-2-2016 | Grenoble - Racing 92   | 35-39 |
| 20-2-2016 | La Rochelle - Tolosa   | 28-8  |
| 21-2-2016 | Oyonnax - Tolone       | 13-44 |

|           | 18ª giornata               |       |
| --------- | -------------------------- | ----- |
| 13-3-2016 | Oyonnax - Montpellier      | 10-31 |
| 11-3-2016 | Tolosa - Bordeaux          | 13-13 |
| 12-3-2016 | La Rochelle - Pau          | 35-16 |
| 12-3-2016 | Tolone - Grenoble          | 38-8  |
| 12-3-2016 | Clermont - Brive           | 25-6  |
| 12-3-2016 | Stade français - Racing 92 | 16-34 |
| 12-3-2016 | Castres - Agen             | 50-6  |

|           | 21ª giornata                 |       |
| --------- | ---------------------------- | ----- |
| 16-4-2016 | La Rochelle - Bordeaux       | 22-15 |
| 17-4-2016 | Tolosa - Racing 92           | 14-3  |
| 16-4-2016 | Pau - Tolone                 | 9-25  |
| 16-4-2016 | Brive - Oyonnax              | 31-13 |
| 15-4-2016 | Grenoble - Castres           | 28-33 |
| 16-4-2016 | Clermont - Agen              | 38-10 |
| 17-4-2016 | Stade français - Montpellier | 20-26 |

|           | 24ª giornata              |       |
| --------- | ------------------------- | ----- |
| 21-5-2016 | Racing 92 - Pau           | 43-13 |
| 21-5-2016 | Agen - Tolone             | 13-52 |
| 21-5-2016 | Montpellier - Bordeaux    | 19-16 |
| 22-5-2016 | Clermont - Stade français | 36-10 |
| 21-5-2016 | Oyonnax - Tolosa          | 17-25 |
| 21-5-2016 | Castres - La Rochelle     | 67-20 |
| 21-5-2016 | Brive - Grenoble          | 45-24 |

### Classifica
|  |     | Squadra        | G  | V  | N | P  | PF  | PS  | P±   | B  | Pt |
|  | --- | -------------- | -- | -- | - | -- | --- | --- | ---- | -- | -- |
|  | 1.  | Clermont       | 26 | 18 | 1 | 7  | 735 | 431 | 304  | 14 | 88 |
|  | 2.  | Tolone         | 26 | 16 | 0 | 10 | 764 | 446 | 318  | 18 | 82 |
|  | 3.  | Montpellier    | 26 | 18 | 0 | 8  | 723 | 569 | 154  | 9  | 81 |
|  | 4.  | Racing 92      | 26 | 18 | 1 | 7  | 614 | 522 | 92   | 7  | 81 |
|  | 5.  | Tolosa         | 26 | 16 | 2 | 8  | 680 | 287 | 393  | 11 | 79 |
|  | 6.  | Castres        | 26 | 15 | 0 | 11 | 650 | 496 | 154  | 11 | 71 |
|  | 7.  | Bordeaux       | 26 | 14 | 2 | 10 | 552 | 503 | 49   | 7  | 67 |
|  | 8.  | Brive          | 26 | 13 | 1 | 12 | 540 | 545 | −5   | 8  | 62 |
|  | 9.  | La Rochelle    | 26 | 11 | 0 | 15 | 553 | 656 | −103 | 10 | 54 |
|  | 10. | Grenoble       | 26 | 10 | 0 | 16 | 605 | 779 | −174 | 7  | 47 |
|  | 11. | Pau            | 26 | 10 | 1 | 15 | 420 | 675 | −255 | 4  | 46 |
|  | 12. | Stade français | 26 | 9  | 0 | 17 | 543 | 631 | −88  | 5  | 41 |
|  | 13. | Agen           | 26 | 5  | 0 | 21 | 531 | 846 | −315 | 6  | 26 |
|  | 14. | Oyonnax        | 26 | 5  | 0 | 21 | 429 | 847 | −418 | 4  | 24 |

## Fase a playoff
|  | Preliminari | Preliminari    | Preliminari    |  |  | Semifinali | Semifinali     | Semifinali     |  |  | Finale         | Finale         |  |  |  |  |
|  |             |                |                |  |  |            |                |                |  |  |                |                |  |  |  |  |
|  |             | 11 giugno 2016 |                |  |  |            |                |                |  |  |                |                |  |  |  |  |
|  | 4           | Racing 92      | 21             |  |  |            |                |                |  |  |                |                |  |  |  |  |
|  | 5           | Tolosa         | 16             |  |  |            | 17 giugno 2016 | 17 giugno 2016 |  |  |                |                |  |  |  |  |
|  |             |                |                |  |  | 1          | Clermont       | 33             |  |  |                |                |  |  |  |  |
|  |             |                |                |  |  | 4          | Racing 92      | 34             |  |  | 24 giugno 2016 | 24 giugno 2016 |  |  |  |  |
|  |             |                |                |  |  |            |                |                |  |  | Racing 92      | 29             |  |  |  |  |
|  |             |                |                |  |  |            | 20 giugno 2016 | 20 giugno 2016 |  |  | Tolone         | 21             |  |  |  |  |
|  |             |                |                |  |  | 2          | Tolone         | 27             |  |  |                |                |  |  |  |  |
|  |             | 12 giugno 2016 | 12 giugno 2016 |  |  | 3          | Montpellier    | 18             |  |  |                |                |  |  |  |  |
|  | 3           | Montpellier    | 28             |  |  |            |                |                |  |  |                |                |  |  |  |  |
|  | 6           | Castres        | 9              |  |  |            |                |                |  |  |                |                |  |  |  |  |

### Preliminari
| Arbitro: | Pascal Gaüzère |

|                                               |      |                    |
|                                               | mt   | 67’ Fickou         |
|                                               | tr   | 67’ Bézy           |
| 5’, 13’, 17’, 21’, 64’, 75’ Carter 48’ Goosen | c.p. | 10’, 26’, 43’ Bézy |

| Arbitro: | Laurent Cardona |

|                                   |      |                                  |
| 13’ Nagusa 53’ Willemse 75’ Spies | mt   |                                  |
| 52’, 75’ Catrakilis               | tr   |                                  |
| 9’, 34’, 74’ Catrakilis           | c.p. | 37’ Urdapilleta 49’, 65’ Kockott |

### Semifinali
| Arbitro: | Alexandre Ruiz |

|                                            |      |                                    |
| 40’ Chouly 62’ Fofana                      | mt   | 27’ Goosen 47’ Rokocoko 98’ Imhoff |
| 62’ Lopez                                  | tr   | 27’, 98’ Carter                    |
| 33’ Parra 42’, 46’, 53’ Lopez 87’ Spedding | c.p. | 16’, 22’, 25’, 50’, 58’ Carter     |
| 4’ Lopez 92’ James                         | drop |                                    |

| Arbitro: | Romain Poite |

|                                  |      |                    |
| 32’ Tuisova 43’ Nonu             | mt   | 54’, 59’ Mogg      |
| 43’ Halfpenny                    | tr   | 59’ Catrakilis     |
| 3’, 11’, 19’, 50’, 64’ Halfpenny | c.p. | 8’, 14’ Catrakilis |

### Finale
| Arbitro: | Mathieu Raynal |

| |              | |
| 59’ Rokocoko | mt           | 29’ Gorgodze 71’ Mermoz |
| | tr           | 71’ Halfpenny |
| 7’, 25’, 40’, 58’, 80’ Carter 33’, 48’, 51’ J. Goosen | c.p.         | 2’, 19’, 23’ Halfpenny |
| · Dulin · Rokocoko · J. Goosen · Chavanchy · Imhoff · Carter · 18’ Machenaud · 72’ Ben Arous · 61’ Szarzewski (c) · 63’ 77’ Tameifuna · Le Roux · 70’ Carizza · Lauret · Nyanga · 74’ Masoe | Formazioni   | · Halfpenny 74’ · Tuisova 63’ · Bastareaud · Mermoz · Habana · Giteau 63’ · Pélissié · Chiocci 50-60’ 74’ · Guirado (c) 56’ · Chilachava 63’ · Manoa · Mikautadze 56’ · Gorgodze 65’ · J.M. Fernández Lobbe · S. Armitage |
| · 61’ Chat · 63’ Ducalcon · 70’ Kruger · 74’ Claassen · 72’ 77’ Vartanov | Sostituzioni | · Orioli 56’ · Taofifénua 56’ · D. Armitage 63’ · Saulo 63’ · Michalak 63’ · Bruni 65’ · Belan 74’ · Fresia 74’ |
| Laurent Labit | Allenatori   | Bernard Laporte |